# Tenacitat
La tenacitat és la resistència que presenta un mineral a trencar-se o a deformar-se. Segons la tenacitat, els minerals es divideixen en sis grups, de grau més petit a més gran: fràgil, mal·leable, sèctil, dúctil, flexible i elàstic.
Els materials tenaços són capaços d'absorbir molta energia cinètica de l'objecte que provoca el xoc i la transformen en deformació plàstica o elàstica, evitant el trencament. Els materials fràgils es trenquen sense deformació quan són sotmesos a un xoc i no absorbeixen energia cinètica. En ciència de materials, la tenacitat és l'energia de deformació total que és capaç d'absorbir o acumular un material abans d'arribar a la ruptura en condicions d'impacte, per acumulació de dislocacions. Es deu principalment al grau de cohesió entre molècules. En mineralogia la tenacitat és la resistència que oposa un mineral o un altre material a ser trencat, molt, doblegat, estripat o suprimit.
Cal notar que per a un  material viscoelàstic aquesta energia dependria de l'evolució de velocitat deformació, mentre que a  materials elastoplàstics és independent d'ells.

## Mesura de la tenacitat

Relació entre l'esforç i la deformació. La resiliència és l'àrea sota la corba a la zona verda, la tenacitat l'àrea conjunta sota la corba en les zones verda i groga.

Si se sotmet una proveta de secció constant a un assaig de tracció quasiestàtic la tenacitat pot mesurar-se com:

{\displaystyle T=\int _{0}^{\varepsilon _{R}}\sigma (\varepsilon )\ d\varepsilon }

on:
{\displaystyle \sigma \,} és la tensió màxima del material
{\displaystyle \epsilon \,} és la deformació màxima del material
{\displaystyle \epsilon _{R}\,} és la deformació de trencament del material
Per definició la tenacitat és sempre més gran que la resiliència:

{\displaystyle T>U_{r}=\int _{0}^{\varepsilon _{y}}\sigma (\varepsilon )\ d\varepsilon }

Atès que {\displaystyle \varepsilon _{R}>\varepsilon _{y}\,}

## Temes relacionats
Altres propietats dels materials que no han de ser confoses amb la tenacitat, es refereixen al fet que un mineral pot ser:
- Fràgil: Qualitat d'un material de trencar-se, en ser sotmès a un esforç, gairebé sense patir deformacions.
- Mal·leable: Qualitat d'un mineral relativa a la facilitat de conformar-se en fulles primes per percussió.
- Resilient: Qualitat d'un material per absorbir energia de deformació per unitat de volum.
- Sèctil: Qualitat d'un mineral relativa a la facilitat per tallar en encenalls prims amb un ganivet.
- Dúctil: Qualitat d'un mineral relativa a la facilitat d'estirar en forma de fils.
- Flexible: Qualitats d'uns minerals relatius a la facilitat per ser doblats, però sense recuperar la seva forma original una vegada que acaba la càrrega que el deformava.
- Elàstic: Qualitat d'un mineral relativa a la facilitat per recobrar la seva forma primitiva en ser retirada la força que l'ha deformat.